# Jørlunde sogn i hverdag og fest
|  | Denne artikel er oprettet af botten Steenthbot ud fra en ekstern database. Den kan derfor have sproglige fejl eller mangler. Denne skabelon kan fjernes efter kontrol af indholdet. |

Jørlunde sogn i hverdag og fest er en dansk dokumentarisk optagelse fra 1967.

## Handling
Jørlunde Sogneforening præsenterer Jørlunde og omegn med kirken som det naturlige centrum. Det stille landsbyliv leves med børn og gamle. Områdets gårde præsenteres tillige med møbelfabrikken Cavallo. Børnene går i Jørlunde Sogneskole, hvor der bl.a. afholdes idrætsdag. Foreningslivet repræsenteres af skytteforeningen og FDF-spejderne, hvorefter sognets andre småbyer besøges: Sperrestrup, Skenkelsø, Hagerup og Sundbylille. Nye tider er dog på vej: byggeri af Metalskolen og parcelhusudstykningen Maglehøj i Ølstykke.